# Ouratea osaensis
Ouratea osaensis är en tvåhjärtbladig växtart som beskrevs av C. Whitefoord. Ouratea osaensis ingår i släktet Ouratea och familjen Ochnaceae. Inga underarter finns listade i Catalogue of Life.